# Georg Friedrich Wreede

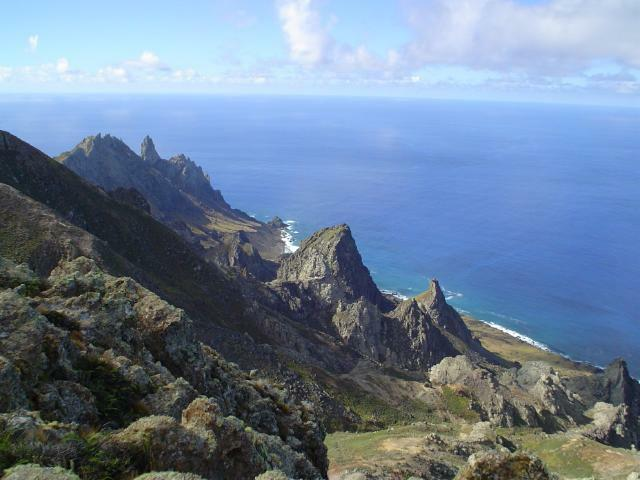
De archipel van Martim Vaz

Georg Friedrich Wreede (Uetze, ca 1635 - Nederlands Mauritius, 29 februari 1672) was de eerste auteur van een Hottentotse woordenlijst die niet bewaard gebleven is. Hij diende soms als tolk en gold als kenner van hun zeden en gewoonten. Olfert Dapper zou in 1668 gebruik hebben gemaakt van zijn observaties in het boek Naukeurige Beschrijvingen der Afrikaensche gewesten (1668). Tussen 1665 en 1672 was hij gouverneur van het eiland Mauritius met een onderbreking in 1668 en 1669.

## Biografie
Wreede was een weggelopen student, afkomstig uit een dorpje in de buurt van Hannover. Hij studeerde waarschijnlijk in Helmstedt. In 1659 kwam hij bij Kaap de Goede Hoop. In november 1660 werd hij op een expeditie naar Namakwaland gestuurd. Na een maand waren de mannen terug. Hij heeft tijdens zijn verblijf op de Kaap een woordenlijst van het Hottentots in het Grieks alfabet geschreven waarschijnlijk met behulp van een aantal Khoikhoi-tolken. Zacharias Wagener was zeer over deze man te spreken. In 1664 kwam het manuscript in Amsterdam aan, maar het is nooit gedrukt.
In 1664 werd hij naar Trindade en Martim Vaz, Tristan da Cunha en Ascension gezonden, maar de eilanden in de Atlantische Oceaan bleken niet geschikt als ankerplaats vanwege de rotsen. In juni 1665 voer Wreede naar Mauritius. De gouverneur was overleden aan een hartaanval en bij gebrek aan leiding waren de manschappen uit de band gesprongen. De voorraad rijst en drank bleek al drie maanden op. Wreede werd door de kapitein van het schip tot gouverneur van het eiland benoemd. In 1666 werden twee paarden, negen schapen en een stel honden op het eiland afgeleverd; de honden waren bedoeld om op de ratten jagen.
In februari 1668 werd Wreede gedegradeerd en vervangen door Dirck Jansz. Smient omdat zijn manschappen klaagden over zijn leiderschap. De kapitein van het schip had als instructie gekregen dat niemand het eiland mocht verlaten als zijn contract nog niet afgelopen was. Wreede schijnt in Amsterdam te zijn geweest om zijn zaak voor te leggen aan de Heren XVII en kreeg genoegdoening. Op 25 april 1669 was hij terug op de Kaap.
In mei 1669 werd Wreede naar Saldanha Bay even ten noorden van de Kaap gestuurd. Daar probeerde de Franse Oost-Indische Compagnie, dat Madagaskar had verlaten, een handelspost te vestigen.
In november 1669 was Wreede terug op het eiland. Hij bood een zekere Johannes Pretorius een salarisverhoging aan als hij zou blijven. Pretorius had geen trek langer op het eiland te blijven of onder Wreede te dienen.
Het is mogelijk dat Wreede onder invloed van alcohol een inspectietocht maakte in een zelf gemaakt bootje, genaamd Vrede naar een voor de kust gelegen klein eilandje. Ook is gesuggereerd dat hij wilde vluchten naar het Franse Réunion. Naar het schijnt overleefden vijf man de tocht.
- Gemeinsame Normdatei: 1033724432
- Virtual International Authority File: 299599961